# Sân bay Mariental
Sân bay Mariental (ICAO: FYML) là một sân bay ở Mariental, Namibia.